# Asperoteuthis lui
Asperoteuthis lui Salcedo-Vargas, 1999 è una specie di calamaro appartenente alla famiglia Chiroteuthidae, descritta per la prima volta nel 1999 da M. A. Salcedo-Vargas. Il primo esemplare noto è stato rinvenuto nello stomaco di un abadeco (Genypterus blacodes) nelle acque della Nuova Zelanda. A causa delle condizioni frammentarie del campione, inizialmente si pensò appartenesse al genere Architeuthis, noto per i calamari giganti.
Successive ricerche hanno ampliato la conoscenza su A. lui, rivelando una distribuzione circumpolare nell'Oceano Meridionale. Studi morfologici e genetici hanno indicato che altre specie descritte, come Asperoteuthis nesisi e «? Mastigoteuthis A», sono in realtà sinonimi junior di A. lui. Una caratteristica distintiva di questa specie è la distribuzione chirale dei fotofori sul tentacolo: più numerosi dorsalmente (circa 11-16) rispetto alla parte ventrale (circa 9-12).
Morfologicamente, A. lui presenta un mantello che può raggiungere una lunghezza di 363 mm. I tentacoli sono lunghi e sottili, con il più lungo misurato che raggiungeva i 2065 mm. La specie è priva di tubercoli cutanei, una caratteristica che la distingue da altre del suo genere.
Attualmente, l'Unione Internazionale per la Conservazione della Natura (IUCN) classifica Asperoteuthis lui come Data Deficient (DD), indicando che le informazioni disponibili sono insufficienti per valutare il rischio di estinzione.